# Nederlandse Grondwet

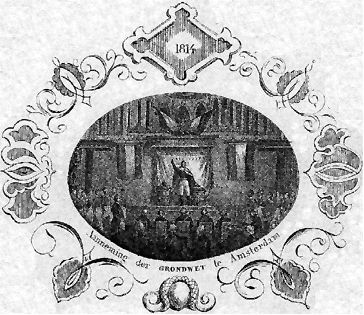
De nieuwe Grondwet wordt aangenomen (1814)

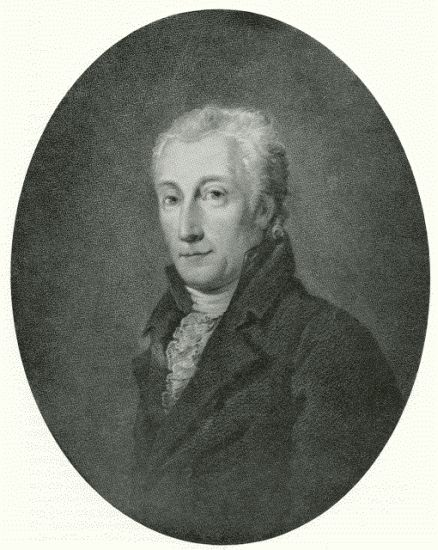
Gijsbert Karel van Hogendorp rond 1810

De Nederlandse Grondwet is de hoogste wet die is uitgevaardigd in het Koninkrijk der Nederlanden. De Grondwet is een uiteenzetting van de grondrechten en een voorschrift van het democratische karakter van de overheid en het politiek stelsel. De Grondwet schrijft voor welke organen gezag hebben en wat de plichten zijn van gezagsdragers van Nederland. De huidige grondwet heet de Grondwet voor het Koninkrijk der Nederlanden van 24 augustus 1815, naar de datum waarop het Koninkrijk der Nederlanden – met het uitvaardigen van de wet – is ontstaan.
De Grondwet kan gewijzigd worden, maar er geldt een zwaardere procedure dan voor andere wetten. In 1848 is de Grondwet aangepast om liberaal democratische rechten vast te leggen en in 1983 werden sociale grondrechten vastgesteld. Daarnaast zijn er in de loop der jaren ook kleinere wijzigingen aangebracht.
Op grond van de Grondwet is het Koninkrijk der Nederlanden een constitutionele monarchie met een parlementaire democratie. De rol van de Koning is in de Grondwet expliciet vastgelegd. De Grondwet bepaalt dat de Koning het staatshoofd is maar dat de Ministers verantwoordelijkheid dragen voor zijn handelen en voor de manier waarop het land wordt bestuurd (uitvoerende macht). De regering wordt gevormd door de Koning en Ministers, die samen met de direct gekozen volksvertegenwoordiging, de Staten-Generaal, de wetgevende macht heeft. De uitvoerende macht wordt gecontroleerd door de Staten-Generaal. In Nederland wordt rechtgesproken in naam van de Koning door onafhankelijke, onpartijdige rechters.
De Grondwet is wel de hoogste in Nederland uitgevaardigde wet, maar niet de hoogste wet die in Nederland geldt: er zijn enkele internationale verdragen waarbij Nederland partij is, met bepalingen die rechtstreekse werking hebben of bepalingen waar wetgevers (bij het ontwerpen van nationale wetten) en rechters (bij toepassing van het recht in individuele gevallen) het Nederlands recht aan moeten toetsen. Wordt er strijd met een internationaal verdrag vastgesteld, dan moet het Nederlands recht buiten werking blijven. Dit artikel behandelt uitsluitend de Nederlandse Grondwet.

## Historie
Op 1 mei 1798, dat was aan het begin van de zogenaamde Franse Tijd, werd als eerste grondwet in Nederland, de Staatsregeling voor het Bataafsche Volk, door de Nationale Vergadering van de Bataafse Republiek ingevoerd. Deze grondwet was geschreven naar Frans voorbeeld. Deze regeling was slechts korte tijd van kracht, maar hiermee werden wel de fundamenten van de Nederlandse rechtsstaat gelegd. Voor het eerst werden de fundamentele vrijheden van godsdienst, vergadering en drukpers vastgelegd, samen met de staatsrechtelijke eenheid van de Nederlandse provincies. In deze grondwet werd ook de scheiding der machten vastgelegd, evenals een zekere vorm van kiesrecht.
Op 7 augustus 1806 kwam de Constitutie voor het Koningrijk Holland tot stand in het kader van het nieuwe Koninkrijk Holland, een constitutionele monarchie. In 1810 werd het land echter geannexeerd door het Franse Keizerrijk.

### Grondwet van 1814

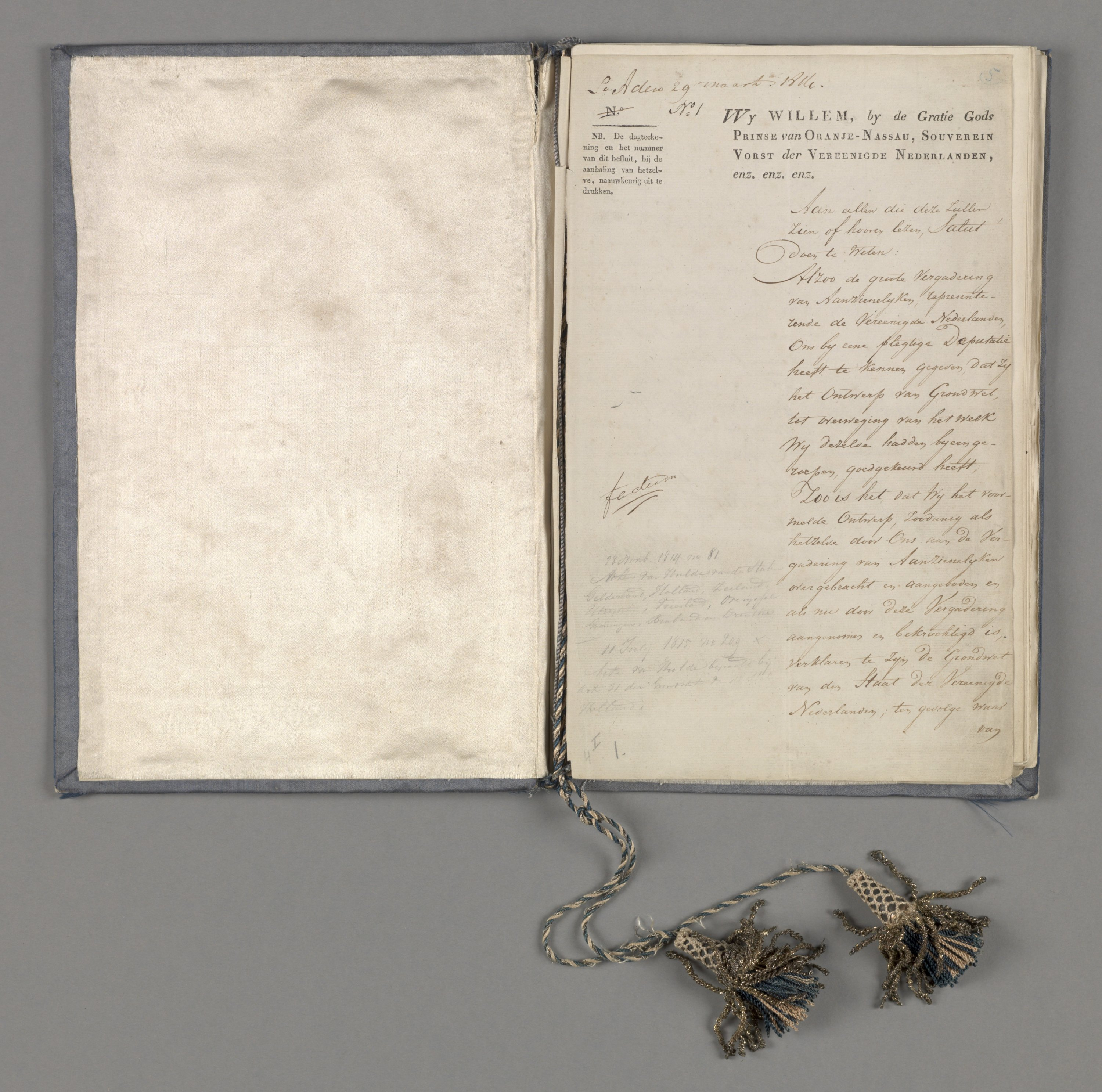
Grondwet 1814

Nadat keizer Napoleon Bonaparte op het slagveld bij Waterloo ten koste van minstens 50.000 doden definitief was verslagen door een troepenmacht van Britse, Nederlandse en Hannoverse eenheden en een Pruisisch leger, moesten de Franse troepen eind 1813 uit Nederland vertrekken. De onafhankelijkheid van de Nederlanden werd hersteld en er konden nieuwe fundamenten voor het politieke bestel worden gelegd. In december 1813 werd op het Congres van Wenen een nieuwe orde gevestigd: prins Willem Frederik van Oranje-Nassau, de zoon van stadhouder Willem V werd uitgeroepen tot vorst, hij zou echter op eigen gezag regeren en niet met een parlement. Nog in hetzelfde jaar riep Willem Frederik een commissie van vijftien leden in het leven die een nieuwe Grondwet moest ontwerpen. Deze commissie stond onder leiding van orangist Gijsbert Karel van Hogendorp. De commissie kwam eind december 1813 voor het eerst bijeen. Door de invloed van de modernistische Grondwetscommissieleden Van Maanen, Elout en Röell werden vele wijzigingen aangebracht op het ontwerp van de constitutie, de "Schets" van Van Hogendorp. Toch zouden deze uiteindelijk vooral cosmetisch zijn; Van Hogendorp had in historiserende termen wel degelijk een 'moderne' grondwet op het oog, die uitging van een centralistische staat en korte metten maakte met de vroegere vertegenwoordiging van de provinciën.
Drie maanden later, op 29 maart 1814, werd tijdens de Vergadering van Notabelen het voorstel van de commissie goedgekeurd door notabelen, door Willem zelf aangewezen. Een dag later werd Willem van Oranje ingehuldigd als "soeverein vorst", die toen nog niet de titel "koning" voerde. Wel werd hij in Artikel 1 van de grondwet genoemd als "Zijne Koninklijke Hoogheid", hetgeen een koninklijk predicaat inhield, ofwel een “koninklijke waardigheid”. Het land is even het Soeverein vorstendom der Verenigde Nederlanden.
De nieuwe Grondwet van den Staat der Verëenigde Nederlanden zou ruim een jaar van kracht zijn. Veel aandacht ging uit naar de positie van de vorst en het vorstenhuis. Er werd een centralistische monarchie ingevoerd, waarin de vorst veel en de Staten-Generaal weinig macht hadden. De grondwet erkende, als hoofdbeginselen, vrijheid van godsdienst, gelijkheid voor de wet en onafhankelijkheid der rechterlijke macht. De Staten-Generaal waren nieuw en anders samengesteld dan de huidige Eerste- en Tweede Kamer. Ze bestonden toentertijd uit één Kamer met 55 leden ('Edel Moogende Heeren') die per provincie door Provinciale Staten werden gekozen en hadden 3 jaar zitting. De adel kreeg de garantie dat ten minste een vierde deel van het aantal leden van de Staten-Generaal uit zijn midden gekozen zou worden.
In afwijking van artikel 56 (benoeming door de Staten der Provinciën) werden de eerste maal de leden van de Staten-Generaal benoemd door de soevereine vorst, hoewel dit nergens was bepaald. In de vergadering van maart heeft de soevereine vorst echter uitgesproken dat dit overeenkomstig ieders wens zou zijn.
Hoe de Staten der Provinciën zouden worden samengesteld maakte de grondwet niet expliciet duidelijk. Volgens artikel 74 speelde de soevereine vorst hierin een sleutelrol. Om direct daarop volgend te spreken van de Edelen of Ridderschappen en van Stedelijke regeringen. Hiermee implicerende dat de Ridderschappen en Stedelijke regeringen een belangrijke rol zouden spelen in de samenstelling van de Staten der Provinciën.
De artikel 79 en 80 verwezen naar de invoering van kiescolleges in steden, die gekozen zouden worden door gezeten burgers. Op het platteland zouden de besturen van heerlijkheden, districten en dorpen zodanig worden ingericht, als dat zowel met de belangen der ingezetenen als met het verkregen recht der belanghebbenden bestaanbaar was (artikel 81).
Ten opzichte van de vorst hadden de Staten-Generaal weinig macht. Ze hadden het recht van initiatief (recht om wetsvoorstellen te doen) en een beperkt begrotingsrecht en ze mochten wetsvoorstellen goed- of afkeuren. Maar het recht om voorstellen te wijzigen en rechten om de vorst te controleren waren er niet. De vorst kon bovendien om de Staten-Generaal heen, door zaken bij Koninklijk besluit af te doen. Besluiten hoefden – in tegenstelling tot wetten – niet voor akkoord aan de Staten-Generaal te worden voorgelegd. Bovendien vertegenwoordigden de leden van de Staten-Generaal het gehele land en moesten ze zonder ruggespraak stemmen, dat wil zeggen zonder uitdrukkelijke aanwijzingen van de afzonderlijke provincies zoals voorheen gebruikelijk was, en bij meerderheid stemmen.

### Grondwet van 1815

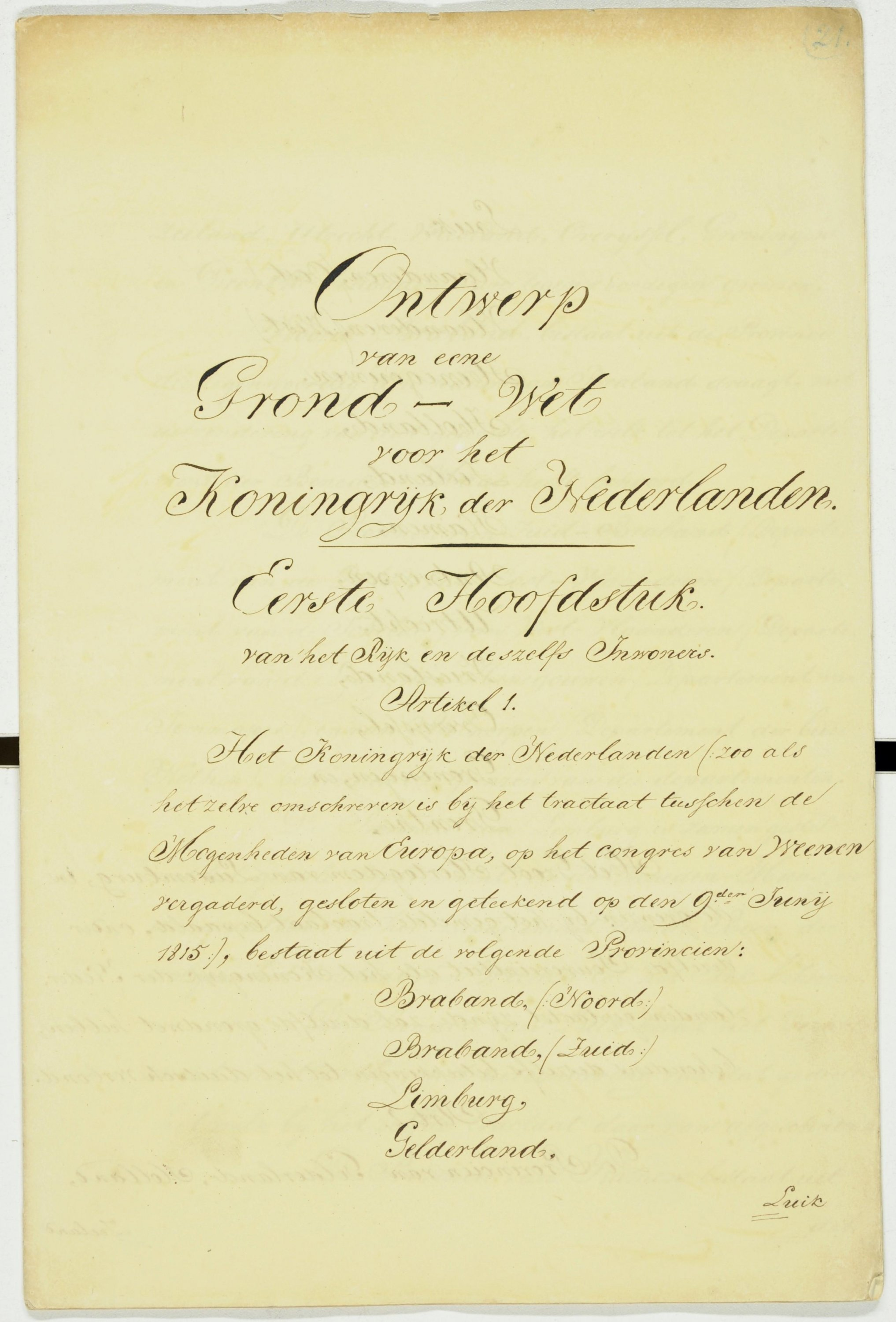
Ontwerp Grondwet 1815

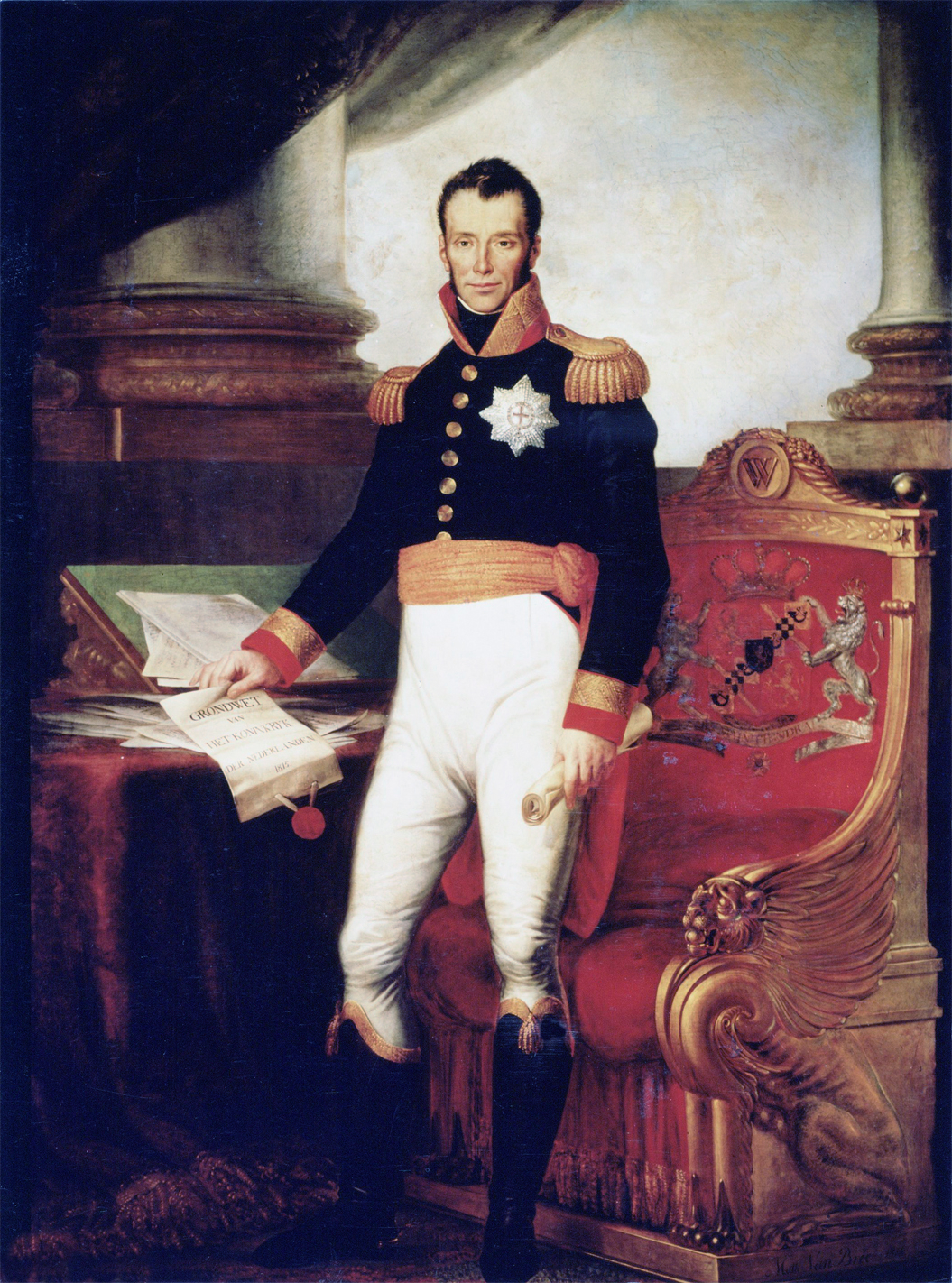
Koning Willem I met de grondwet van 1815

In 1815 moest volgens het plan van het Congres van Wenen een sterke staat worden gevormd bestaand uit de Noordelijke en de Zuidelijke provinciën (voormalige Oostenrijkse Nederlanden), als militaire bufferzone tegen Frankrijk. Zo is het Verenigd Koninkrijk der Nederlanden ontstaan. Het woord "verenigd" is achteraf toegevoegd door historici, om het onderscheid te maken met het hedendaagse Koninkrijk der Nederlanden. In België wordt deze periode wel het Hollands Tijdvak genoemd.
Willem van Oranje stelde een nieuwe Grondwetscommissie in, weer onder leiding van Van Hogendorp. Van die commissie maakten ook Belgen deel uit. De totstandkoming was dit keer heel wat moeilijker. De Staten-Generaal in Den Haag keurden het voorstel goed; veel animo voor de Grondwet was er echter niet in de Zuidelijke Nederlanden, waar de tekst bij gebrek aan parlement ter stemming werd voorgelegd aan arrondissementele notabelenvergaderingen. Veel van de 1604 notabelen die door Willem aangewezen waren om hun goedkeuring uit te spreken bleven thuis; erger nog was dat een meerderheid het voorstel afkeurde. Bij 126 van dezen was het motief echter de vrijheid van godsdienst die zij in deze vorm verwierpen. Deze vrijheid was echter door het Congres van Wenen dwingend opgelegd (de zogenaamde Acht Artikelen). Daarom telde Willem hun stemmen bij die van de ja-stemmers, voegde er het aantal onthouders aan toe en kwam door deze beruchte "Hollandse rekenkunde" toch nog aan een meerderheid. Op 16 maart 1815 riep Willem zich uit tot koning Willem I der Nederlanden, in augustus riep hij zich uit tot Koning der Verenigde Nederlanden en kondigde op 24 augustus 1815 de nieuwe Grond-wet voor het Koninkrijk der Nederlanden van 24 augustus 1815 af. Een belangrijke wijziging die in de Grondwet van 1815 (op aandringen van de Belgen) werd doorgevoerd was de splitsing van de Staten-Generaal in twee Kamers, zoals we die ook vandaag de dag nog kennen. De Tweede Kamer stemde over wetsvoorstellen en mocht die ook zelf indienen. De Eerste Kamer, in de grondwet van 1815 benoemd door de koning, mocht alleen 'ja' of 'nee' tegen wetsvoorstellen zeggen. Ook in de nieuwe Grondwet hield de koning veel macht, bovendien bleef de mogelijkheid om de Staten-Generaal te omzeilen door zaken te regelen bij Koninklijk Besluit in stand. Er werden ook nieuwe grondrechten ingesteld, zoals (een beperkte mate van) vrijheid van drukpers, het recht van petitie en de bescherming van de woning.
Luxemburg werd als groothertogdom een zelfstandige bestuurlijke eenheid binnen de Duitse Bond en Willem I werd ook aangewezen als groothertog, de bestuurder op provinciaal niveau. Luxemburg kreeg dezelfde grondwet als het koninkrijk, behoudens de betrekkingen tot de Duitse bond. Zo ontstond er een personele unie tussen het nieuwe koninkrijk en Luxemburg.
De Zuidelijke Nederlanden zijn nooit blij geweest met het besluit van het Congres van Wenen. De inwoners waren overwegend katholiek, de inwoners van de Noordelijke Nederlanden waren in meerderheid protestant. De Noordelijke Nederlanden hadden ook een veel grotere staatsschuld dan de Zuidelijke Nederlanden, wat maakte dat het zuiden zich verzette tegen de hoge belastingen. Voorts was de politieke vertegenwoordiging reden tot ontevredenheid: de 110 zetels in de Tweede Kamer waren gelijk verdeeld over noord en zuid, ondanks het grote verschil in bevolking (2 miljoen tegenover 3,5 miljoen). Het verzet nam nog verder toe nadat Willem I in 1823 het Taalbesluit had afgekondigd. In de Vlaamse provincies mocht voortaan alleen nog Nederlands als officiële taal worden gebruikt. In 1830 bond het zuiden de strijd aan met het noorden. Wat in juli 1830 begon als rellen, eindigde in september in een heuse strijd. Op 4 oktober 1830 werd de zelfstandige staat België uitgeroepen, al in november werd België door de Europese landen erkend. Willem I weigerde de scheiding te erkennen. In augustus 1831 vond de Tiendaagse Veldtocht plaats, waarbij het Nederlandse leger aanvankelijk successen behaalde, maar na Franse interventie moest het leger zich terugtrekken en is de scheiding van Nederland en België definitief. Pas in 1839 legde Willem I zich daarbij neer en aanvaardde het Scheidingsverdrag.

### Grondwetsherziening van 1840
Vanwege de officiële scheiding van België was een herziening van de grondwet nodig. Naast aanpassingen die nodig waren vanwege het veranderde grondgebied, werd de grondwet in 1840 ook op een aantal andere punten gewijzigd. Zo werd in de grondwet opgenomen dat ministers voor de Hoge Raad gedaagd konden worden voor ambtsdaden die strijdig zijn met de Grondwet of andere wetten, dit is de eerste stap in de ontwikkeling van de ministeriële verantwoordelijkheid zoals die geldt in het huidig parlementair stelsel. Om de medewerking en verantwoordelijkheid van de ministers te laten blijken, moesten alle koninklijke besluiten en beschikkingen naast de handtekening van de Koning, verplicht voorzien zijn van een ministeriële ondertekening, het contraseign. Bij de behandeling van de Grondwetsherziening in 1840 treedt voor het eerst de liberaal Johan Rudolph Thorbecke op, die later nog een belangrijke rol zal spelen. Thorbecke stemt in 1840 tegen alle voorstellen omdat hij vindt dat ze niet ver genoeg gaan.
Bij deze grondwetswijziging werd tevens de verdeling van de oude provincie Holland in de provincies Noord-Holland en Zuid-Holland vastgelegd. Feitelijk werden deze gebieden al eerder grotendeels apart bestuurd.

### Grondwetsherziening van 1848

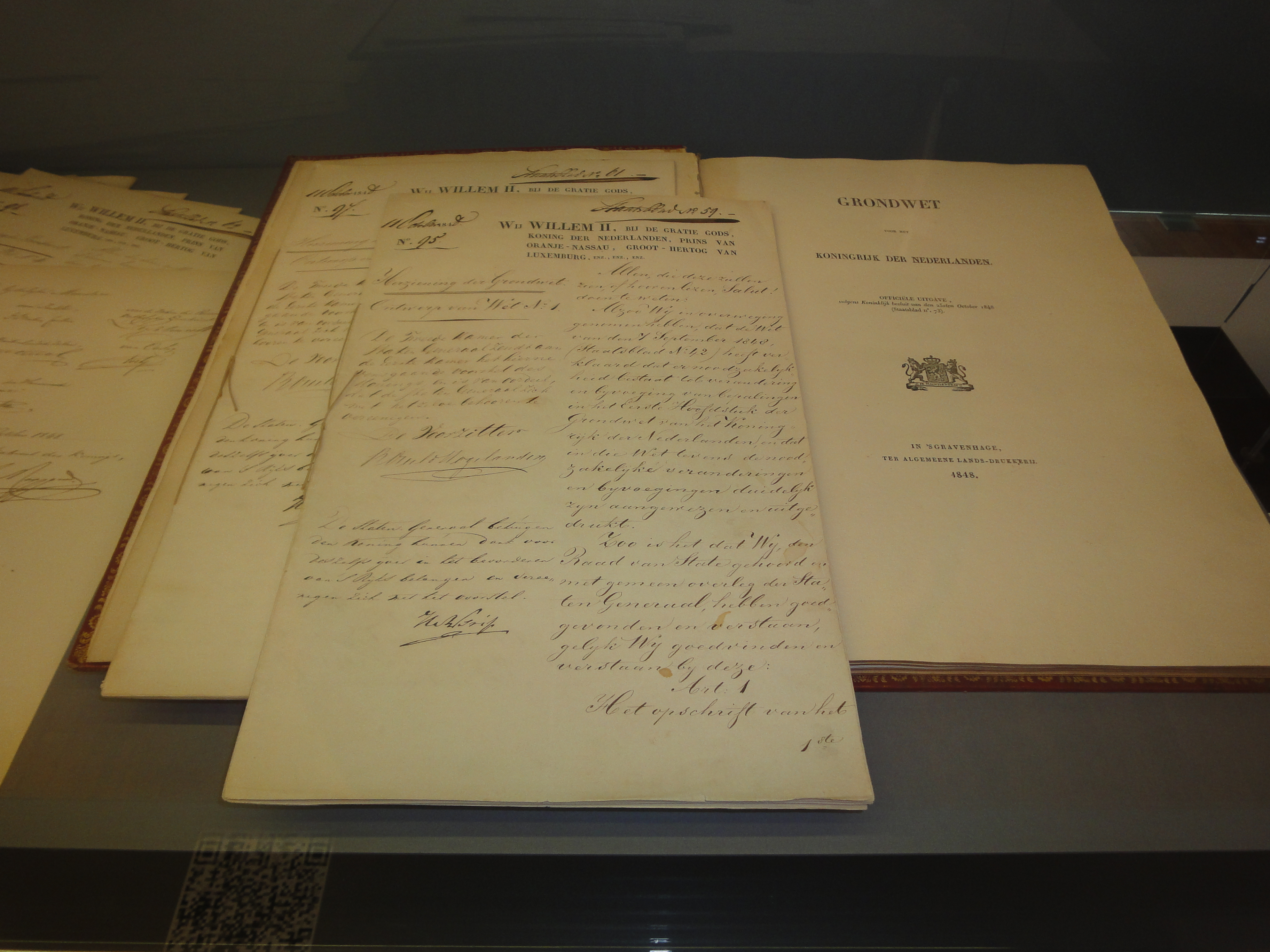
De grondwet van 1848

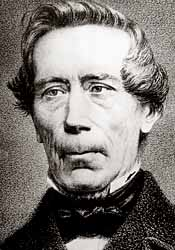
Johan Rudolph Thorbecke

Aan de basis van de Grondwetsherziening van 1848 lagen op het Nederlands grondgebied geen dramatische feiten als een oorlog, revolutie, afscheiding of crisis ten grondslag. Dergelijke gebeurtenissen vonden echter wel elders in Europa plaats en er bestond een reële dreiging dat ook delen van de Nederlandse bevolking verdergaand in opstand zouden komen als er in bestuurlijk opzicht niets zou veranderen. In 1844 waren er voorstellen uit de Tweede Kamer van de Negenmannen gekomen voor staatsrechtelijke hervormingen, die door Koning Willem II niet werden geaccepteerd. Maar in de troonrede van 1847 kondigde Willem II een Grondwetsherziening aan. Begin 1848 werd een aantal voorstellen ingediend, maar veel wijzigingen brachten die niet met zich mee – het regeringsstelsel bleef grotendeels hetzelfde. In maart 1848 braken in Frankrijk en in Duitse staten als Baden en Pruisen revoluties uit, ook in Nederland (vooral Amsterdam en Den Haag) zijn rellen. Die hadden indirect met het landsbestuur te maken, dat mede verantwoordelijk werd geacht voor de slechte economische toestand en armoede. De internationale en nationale toestanden voerden Willem II er toe tegemoet te komen aan de eisen geformuleerd in de staatsrechtelijke veranderingsvoorstellen van de Negenmannen, voordat ook in Nederland de strijd losbarstte. Op 17 maart werd een Grondwetscommissie benoemd onder voorzitterschap van Johan Rudolph Thorbecke. Thorbecke kreeg van Willem II de opdracht een liberale Grondwet te ontwerpen. Willem II had eerder verklaard fel tegen de liberale veranderingen te zijn, evenals als zijn zoon Willem III, die in 1848 als kroonprins al afstand wilde nemen van de troon. Na het overlijden van Willem II in 1849 gaf hij dit nogmaals aan en in 1853 keerde hij zich openlijk tegen de Grondwet.
De Grondwetsherziening van 1848 legde de basis voor het huidige stelsel van parlementaire democratie. De macht van de koning werd ingeperkt. De koning was niet langer verantwoordelijk voor het beleid, maar de ministers. De Tweede Kamer kreeg meer invloed en wordt sindsdien bovendien rechtstreeks gekozen. De kiezers bestaan in 1848 uit een select gezelschap, gebaseerd op een minimumbedrag dat wordt  betaald aan belasting (het censuskiesrecht). De commissie rondde haar werkzaamheden op 11 april 1848 af. Op 3 november 1848 werd de nieuwe Grondwet afgekondigd.

#### Belangrijkste wijzigingen in 1848
De Grondwet uit 1848 legde de basis voor het huidige bestuurlijke stelsel. De bevoegdheden van Koning, Staten-Generaal, provincies en gemeenten vinden we in deze versie van de Grondwet terug en in grote lijnen geldt die verticale spreiding van macht nog steeds. Vandaar dat de bestuurlijke inrichting van Nederland ook wel het "Huis van Thorbecke" wordt genoemd. Hierna worden de belangrijkste wijzigingen uit 1848 opgesomd. Een aantal er van zijn nadien veranderd.
- invoering van de politieke ministeriële verantwoordelijkheid: de ministers zijn verantwoordelijk, de koning is onschendbaar
- rechtstreekse verkiezing van Tweede Kamer, gemeenteraden en Provinciale Staten op grond van het censuskiesrecht
- indirecte verkiezing van de Eerste Kamer waarbij alleen de rijksten uit iedere provincie lid kunnen worden
- openbaarheid van vergaderingen van alle vertegenwoordigende organen
- mogelijkheid om de Kamers te ontbinden en nieuwe verkiezingen uit te schrijven
- invoering van het recht van amendement voor de Tweede Kamer
- de Tweede Kamer kreeg het recht onderzoek te (laten) doen (enquêterecht)
- beide Kamers kregen inlichtingenrecht (recht op informatie)
- de begroting werd niet meer tweejaarlijks maar jaarlijks vastgesteld; ook daarbij gold het recht van amendement
- het parlement kreegt meer invloed op het koloniale beleid: jaarlijks moest een koloniaal verslag worden uitgebracht, de koning had niet meer alleen het opperbestuur.
- vrijheid van onderwijs, bijzonder onderwijs werd echter niet gesubsidieerd
- vrijheid van vereniging en vergadering
- de koning had geen invloed meer op besluiten van de Rooms-Katholieke Kerk
- een andere procedure voor herziening van de Grondwet

### Grondwetsherziening van 1884
Deze herziening was een beperkte wijziging van de grondwet. In de grondwet was een bepaling opgenomen dat deze tijdens de uitoefening van een regentschap voor het staatshoofd niet gewijzigd kon worden. Vanwege de gevorderde leeftijd van koning Willem III en de jeugdige leeftijd van kroonprinses Wilhelmina – waardoor na overlijden van de koning een lange periode van regentschap te verwachten was – werd deze bepaling geschrapt.

### Grondwetsherziening van 1887
De wijzigingen waren niet groots, maar bleken later toch van belang te zijn. Dit gold vooral voor de aanzet tot algemeen kiesrecht, doordat het befaamde "caoutchouc-artikel" het censuskiesrecht verving, bepalend dat de Kieswet voortaan het kiesrecht toekende aan mannen met zekere "kentekenen van geschiktheid en maatschappelijke welstand". Door het stellen van steeds lagere eisen werd het aantal kiesgerechtigden in de jaren daarna fors uitgebreid. Wel werd nu formeel vastgelegd dat vrouwen geen actief of passief kiesrecht hadden. Ook werden de mogelijkheden om lid te worden van de Eerste Kamer verruimd; niet alleen meer de hoogst aangeslagenen, maar ook houders van bepaalde ambten konden voortaan verkozen worden. Het aantal leden van de Tweede Kamer werd vastgesteld op honderd, waar dit in de grondwet van 1848 nog afhankelijk was van de bevolkingsomvang ("voor ieder 45.000 één"). Het aantal Eerste Kamerleden werd verhoogd van 39 naar 50.

### Grondwetsherziening van 1917
Voortaan mochten alle mannen ouder dan 23 jaar stemmen en was er passief vrouwenkiesrecht. Vrouwen konden bij wet, om niet uit hoofde van aan het bezit van maatschappelijken welstand ontleende redenen, kiesbevoegd worden verklaard. Ieder kiezer bracht slechts ééne stem uit. Evenredige vertegenwoordiging op basis van een nationaal kiesdistrict werd ingevoerd ter vervanging van het meerderheidsstelsel met enkelvoudige kiesdistricten. Ten aanzien van het onderwijs werd vastgelegd dat het bijzonder onderwijs op gelijke voet recht had op financiële steun van de overheid als het openbaar onderwijs. Dit beëindigde de bittere Schoolstrijd.

### Grondwetsherziening van 1922
Het actief vrouwenkiesrecht kreeg een basis in de Grondwet, nadat het al in 1919 bij gewone wet was ingevoerd. Ook het begrip koloniën werd geschrapt; Nederlands-Indië, Suriname en Curaçao werden genoemd als delen van het Rijk. Vrijstelling van dienstplicht werd mogelijk voor mensen met gewetensbezwaren, en een oorlogsverklaring was voortaan alleen nog mogelijk na toestemming van het parlement.

### Grondwetsherziening van 1938
Er kwam een mogelijkheid om een minister zonder portefeuille te benoemen, en het werd onmogelijk gemaakt dat iemand tegelijkertijd minister en lid van de Staten-Generaal was. Ook werd het mogelijk openbare lichamen voor beroep en bedrijf in te stellen; dit zijn bijvoorbeeld bedrijfschappen en overlegorganen waarin (op zich particuliere) werkgevers- en werknemersorganisaties vertegenwoordigd zijn, zoals de SER. Hiermee werd in feite de basis voor het poldermodel gelegd.

### Grondwetsherzieningen van 1946 en 1948

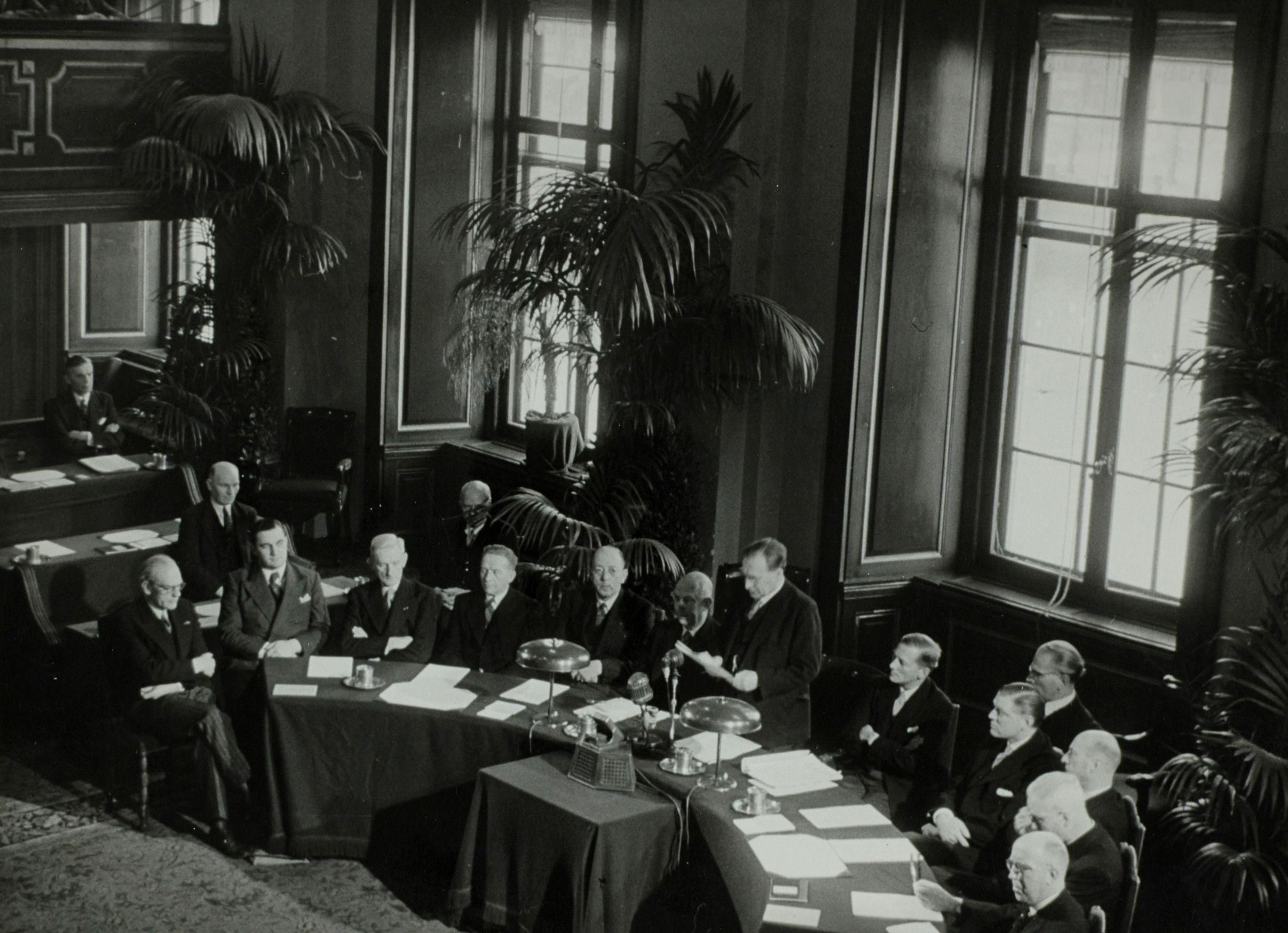
Drees met het volledige kabinet over de grondwetsherziening in 1948.

De wijzigingen in deze periode hingen vooral samen met dekolonisatie. Zo werd het in 1946 mogelijk om bij wet te regelen dat dienstplichtigen zonder hun toestemming naar Nederlands-Indië, Suriname en Curaçao gestuurd konden worden, waar in de grondwet van 1938 nog hun toestemming vereist was. Een voorstel om de grondwetsherziening te vergemakkelijken werd in tweede lezing door de Tweede Kamer verworpen. In 1948 werd een tijdelijk veertiende hoofdstuk opgenomen, dat de mogelijkheid opende een van de grondwet afwijkende regeling (voorgesteld werd een 'rijksgrondwet') aan te nemen om zodoende een nieuwe rechtsorde voor Nederland, Suriname, de Nederlandse Antillen en Indonesië in te stellen. Dit zou in 1954 resulteren in de afkondiging van het Statuut voor het Koninkrijk der Nederlanden voor Nederland, Suriname en de Nederlandse Antillen. De soevereiniteit over Indonesië werd eind 1949 (conform de overeenkomst van Linggajati) overgedragen aan de Republiek der Verenigde Staten van Indonesië, die aan de totstandkoming van een Nederlands-Indonesische Unie alle medewerking onthield. Andere wijzigingen in 1948 betroffen onder meer de invoering van het ambt van staatssecretaris en de mogelijkheid een burgerlijke staat van beleg af te kondigen.

### Grondwetsherzieningen van 1952 en 1956
Voor een herziening in 1952 werden verschillende voorstellen gedaan door de commissie-Van Schaik, waaronder de uitbreiding van het aantal leden van de Tweede Kamer en Eerste Kamer van respectievelijk 100 naar 150 en van 50 naar 75, verlaging van de leeftijdsgrens van het passief kiesrecht voor de Tweede Kamer en Provinciale Staten en verhoging van de leeftijd van meerderjarigheid van de Koning van 18 naar 21 jaar. Ook werd voorgesteld de bepalingen over het bestuur van de buitenlandse betrekkingen te wijzigen. Op het laatste na werden alle voorstellen verworpen. In 1956 volgde alsnog de uitbreiding van het aantal leden van de Staten-Generaal, en werd Nederlands-Nieuw-Guinea opgenomen in het eerste artikel, dat bepaalde welke grondgebieden het Koninkrijk omvat.

### Grondwetsherziening van 1963
De toevoeging in 1956 van Nederlands-Nieuw-Guinea aan artikel 1 van de Grondwet werd, zijnde achterhaald door de soevereiniteitsoverdracht aan Indonesië, ongedaan gemaakt. Tevens werd in dit jaar de kiesgerechtigde leeftijd verlaagd van 23 naar 21 jaar en werd het Castiliaanse stelsel van troonopvolging ingevoerd.

### Grondwetsherziening van 1972
De kiesgerechtigde leeftijd werd opnieuw verlaagd, ditmaal tot 18 jaar. Tevens werd een artikel 21a aan de Grondwet toegevoegd, dat bepaalde dat voortaan bij wet geregeld moest worden wie lid was van het Koninklijk Huis.

### Algehele herziening Grondwet in 1983

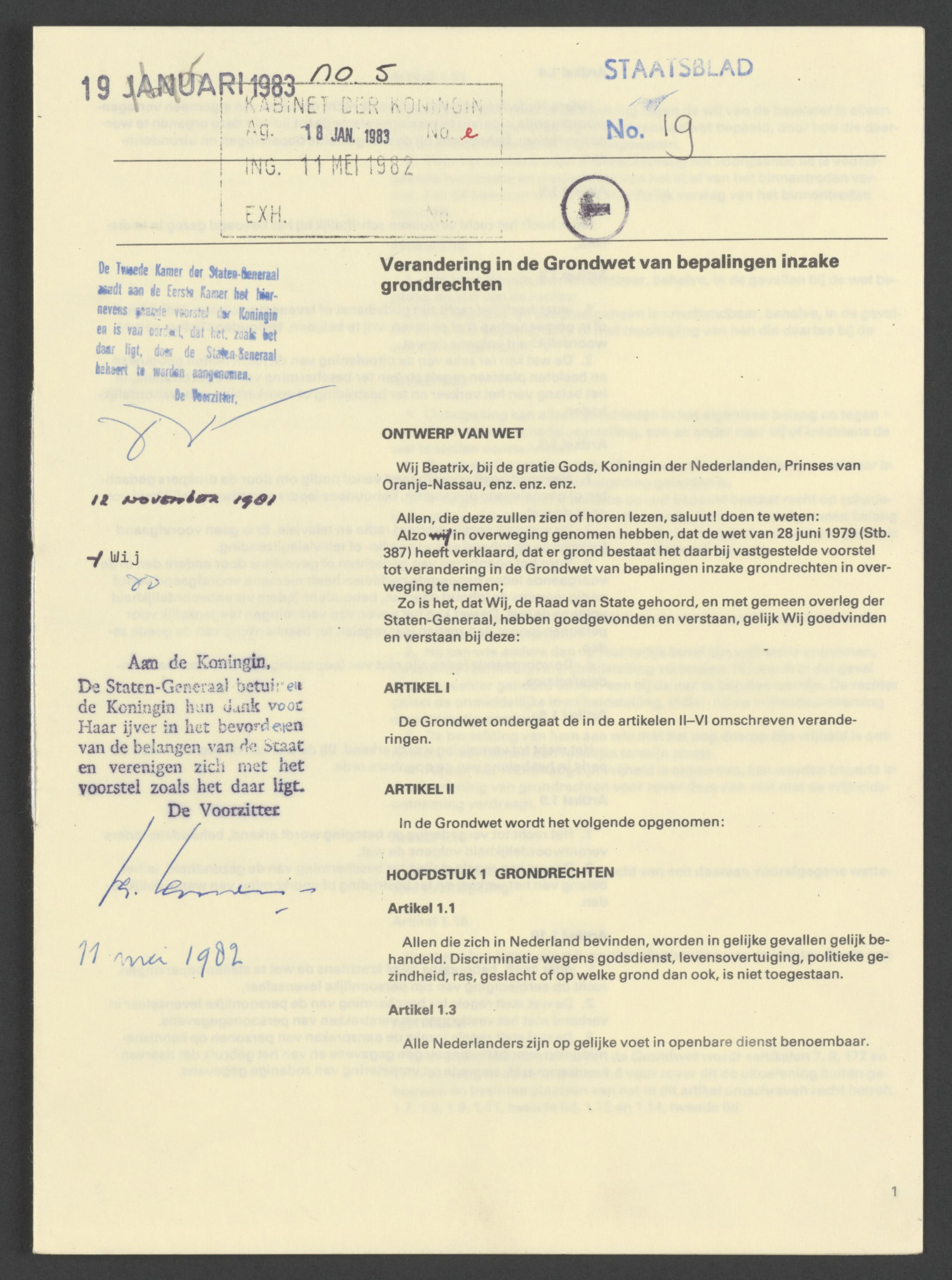
Algemene grondwetsherziening, 19 januari 1983

In 1983 kwam na een lange discussie een algehele herziening tot stand. Al in 1971 had de commissie-Cals-Donner onder leiding van Jo Cals en André Donner een rapport over de algehele herziening uitgebracht. De discussie hierover startte in 1974 en leidde in 1983 tot de herziening, waarbij alle artikelen onder de loep werden genomen en aan de actuele tijd werden aangepast. De voorstellen van Cals/Donner inzake staatkundige vernieuwing werden niet overgenomen. Wel veranderde de opzet van de Grondwet en werden nieuwe grondrechten toegevoegd, zoals bescherming van burgers tegen discriminatie (artikel 1), vastlegging van de onaantastbaarheid van de persoonlijke levenssfeer (artikel 10) en het menselijk lichaam (artikel 11), een algemene vrijheid van meningsuiting en de verplichting voor de overheid om werkgelegenheid, bestaanszekerheid en een schoon milieu te bevorderen (de sociale grondrechten). Veel verouderde bepalingen verdwenen, onder andere het processieverbod voor katholieken. Ook de strafrechtelijke ministeriële verantwoordelijkheid werd niet langer opgenomen. Andere belangrijke wijzigingen waren:
- Amsterdam werd officieel de hoofdstad van het Koninkrijk der Nederlanden;
- verlaging van de leeftijd om Kamerlid te mogen worden naar 18 jaar;
- invoering van gelijktijdige verkiezing van alle Eerste Kamerleden voor vier jaar;
- de mogelijkheid om bij wet het kiesrecht voor de gemeenteraden open te stellen voor inwoners die geen Nederlander zijn;
- Eerste en Tweede Kamer kozen voortaan zelf voor vier jaar hun voorzitter;[22]
- verbod tot het opleggen van de doodstraf;
- grondwettelijke vastlegging van de onafhankelijkheid van Suriname in 1975;
- invoering van het gelijk eerstgeboorterecht

### Grondwetsherzieningen van 1987-2008
Na 1983 kwam nog een aantal kleinere herzieningen tot stand in 1987, 1995, 1999, 2000, 2002, 2005, 2006 en 2008. De belangrijkste waren:
- het binnentreden van woningen werd met minder waarborgen omkleed in geval van bij wet gestelde uitzonderingen;
- opschorting van de opkomstplicht;
- de inzet van de krijgsmacht voor internationale vredesoperaties;
- de Nationale ombudsman (in 1982 ingesteld bij de Wet Nationale ombudsman) kreeg een expliciete vermelding in het nieuwe artikel 78a (1999).

### Grondwetsherziening van 2017
Bij de grondwetsherziening van 2017 werd de wet in eerste lezing eerst nog gewijzigd voordat de tweede lezing plaatsvond:
- Wet van 15 november 2016, houdende verklaring dat er grond bestaat een voorstel in overweging te nemen tot verandering in de Grondwet, strekkende tot het opnemen van een constitutionele basis voor de openbare lichamen Bonaire, Sint Eustatius en Saba en het regelen van de betrokkenheid van hun algemeen vertegenwoordigende organen bij de verkiezing van de leden van de Eerste Kamer[23]
- Wet van 26 oktober 2016 tot wijziging van de wet houdende verklaring dat er grond bestaat een voorstel in overweging te nemen tot verandering in de Grondwet, strekkende tot het opnemen van een constitutionele basis voor de openbare lichamen Bonaire, Sint Eustatius en Saba en het regelen van de betrokkenheid van hun algemeen vertegenwoordigende organen bij de verkiezing van de leden van de Eerste Kamer (kiescollege Eerste Kamer).[24] Deze wetswijziging kwam tot stand vóór de te wijzigen wet, en was dan ook geformuleerd als "Indien het (..) voorstel van wet (..) tot wet wordt verheven, wordt die wet als volgt gewijzigd: (..)". De te wijzigen wet was al wel op 12 september 2017 aangenomen door de Tweede Kamer, de definitieve wetstekst vóór toepassing van de onderhavige wijziging was dus al bekend.
- Wet van 1 november 2017, houdende verandering in de Grondwet, strekkende tot het opnemen van een constitutionele basis voor Caribische openbare lichamen en het regelen van een kiescollege voor de Eerste Kamer[25]

Artikel 132a: Er werd een grondwettelijke basis toegevoegd voor de instelling en opheffing van andere territoriale openbare lichamen als provincies en gemeenten in het Caribische deel van Nederland. In verband hiermee werd ook de titel van Hoofdstuk 7 gewijzigd.
Artikel 55: Voorts werd de wijze van verkiezing van de leden van de Eerste Kamer gewijzigd. De leden van de Eerste Kamer werden voortaan gekozen door de leden van Provinciale Staten en de leden van kiescolleges als bedoeld in artikel 132a, derde lid.

### Grondwetsherziening van 2018
Deconstitutionalisering van de benoeming van de commissaris van de Koning en de burgemeester:
- Wet van 24 juni 2015, houdende verklaring dat er grond bestaat een voorstel in overweging te nemen tot verandering in de Grondwet, strekkende tot de deconstitutionalisering van de benoeming van de commissaris van de Koning en de burgemeester[26]
- Wet van 26 november 2018, houdende verandering in de Grondwet, strekkende tot de deconstitutionalisering van de benoeming van de commissaris van de Koning en de burgemeester[27]

Artikel 131. De commissaris van de Koning en de burgemeester werden voortaan aangesteld, geschorst en ontslagen op een bij de wet te bepalen wijze. Krachtens de wet konden nadere regels worden gesteld over de daarbij te volgen procedures.

### Grondwetsherziening van 2022
Kiescollege Eerste Kamer niet-ingezetenen
- wet van 14 oktober 2020, houdende verklaring dat er grond bestaat een voorstel in overweging te nemen tot verandering in de Grondwet strekkende tot het opnemen van een bepaling over een door niet-ingezetenen gekozen kiescollege voor de verkiezing van de Eerste Kamer der Staten-Generaal
- wet van 6 juli 2022, houdende verandering in de Grondwet strekkende tot het opnemen van een bepaling over een door niet-ingezetenen gekozen kiescollege voor de verkiezing van de Eerste Kamer der Staten-Generaal

Toevoeging van een bepaling dat de Grondwet de grondrechten en democratische rechtsstaat beschermt:
- wet van 29 maart 2018 houdende verklaring dat er grond bestaat een voorstel in overweging te nemen tot verandering van de Grondwet, strekkende tot het opnemen van een algemene bepaling
- wet van 6 juli 2022 houdende verandering dat er grond bestaat een voorstel in overweging te nemen tot verandering van de Grondwet, strekkende tot het opnemen van een algemene bepaling

Toevoeging van een bepaling over het recht op een eerlijk proces:
- wet van 21 februari 2018, houdende verklaring dat er grond bestaat een voorstel in overweging te nemen tot verandering van de Grondwet, strekkende tot het opnemen van een bepaling over het recht op een eerlijk proces
- wet van 6 juli 2022, houdende verandering van de Grondwet, strekkende tot het opnemen van een bepaling over het recht op een eerlijk proces

Doen vervallen van additionele artikelen die zijn uitgewerkt:
- wet van 17 juni 2020, houdende verklaring dat er grond bestaat een voorstel in overweging te nemen tot verandering in de Grondwet, strekkende tot het doen vervallen van additionele artikelen die zijn uitgewerkt
- wet van 6 juli 2022, houdende verandering in de Grondwet, strekkende tot het doen vervallen van additionele artikelen die zijn uitgewerkt

Herijking tweede lezing grondwetswijziging:
- wet van 14 oktober 2020, houdende verklaring dat er grond bestaat een voorstel in overweging te nemen tot verandering in de Grondwet van de bepaling inzake veranderingen in de Grondwet
- wet van 6 juli 2022, houdende verandering in de Grondwet van de bepaling inzake veranderingen in de Grondwet

Modernisering brief-, telefoon- en telegraafgeheim:
- wet van 19 augustus 2017, houdende verklaring dat er grond bestaat een voorstel in overweging te nemen tot verandering in de Grondwet van de bepaling inzake de onschendbaarheid van het brief-, telefoon- en telegraafgeheim
- wet van 6 juli 2022, houdende verandering in de Grondwet van de bepaling inzake de onschendbaarheid van het brief-, telefoon- en telegraafgeheim

### Grondwetsherziening van 2023
Toevoegen 'Handicap' en 'seksuele gerichtheid' als antidiscriminatiegronden:
- Wet van 16 februari 2021, houdende verklaring dat er grond bestaat een voorstel in overweging te nemen tot verandering in de Grondwet, strekkende tot toevoeging van handicap en seksuele gerichtheid als non-discriminatiegrond
- Wet van 10 februari 2023, houdende verandering in de Grondwet, strekkende tot toevoeging van handicap en seksuele gerichtheid als non-discriminatiegrond

## Herziening van de Grondwet

### Procedure voor wijziging
Hoofdstuk 8 van de Grondwet legt de procedure vast waarmee de grondwet gewijzigd wordt. Deze procedure verloopt in twee stappen over de twee Kamers heen.
Een wijziging van de Grondwet begint ermee dat de Staten-Generaal een overwegingswet (ook wel verklaringswet genoemd) aannemen (aanvaarding in eerste lezing). Deze wet wijzigt niet de grondwet, maar is een "verklaring dat er grond bestaat een voorstel in overweging te nemen tot verandering in de Grondwet". De overwegingswet is een gewone wet en er gelden de normale regels om die wet aan te nemen – een gewone meerderheid in de Tweede en Eerste Kamer is vereist. Totdat de wet is aangenomen, kan de Tweede Kamer, al dan niet op voorstel van de Regering (officieel: koning), nog voorstellen om de wet te splitsen en zo de voorgestelde wijziging in losse stappen door te voeren.
De behandeling van de voorgestelde wijziging (tweede lezing) kan pas beginnen, nadat de Tweede Kamer is ontbonden. In de praktijk wordt de Tweede Kamer niet speciaal hiervoor ontbonden. Een gevolg is wel dat normaal gesproken slechts eens in de vier jaar grondwetswijzigingen kunnen plaatsvinden. De Tweede Kamer kan de wet niet amenderen. De nieuwe Staten-Generaal moet het voorstel van de oude Staten-Generaal dus aannemen of afwijzen zoals het er ligt. Bovendien geldt dat Tweede en Eerste Kamer met een tweederdemeerderheid voor moeten stemmen om de grondwetswijziging daadwerkelijk door te voeren. Als de nieuwe Staten-Generaal het wetsvoorstel aannemen, volgt verder de normale procedure voor wetswijziging en de Koning bekrachtigt de wijziging in de grondwet.
Overigens kan de Staten-Generaal de voorgestelde wijziging dan wel niet aanpassen, maar er is nog wel de mogelijkheid voor de Koning (dat wil zeggen, de regering) om de nieuwe Staten-Generaal het voorstel te laten splitsen. Zo kan een gedeelte van de wijziging wel aangenomen worden en de rest niet, als blijkt dat de nieuwe Staten-Generaal met een gedeelte van de voorgestelde wijziging niet kan leven.
Als de Staten-Generaal het voorstel aanvaard heeft, maakt de Koning de wijziging bekend. Meteen daarop treedt de wijziging in werking. Voordat de Koning de wijziging bekendmaakt, kan de nieuwe Staten-Generaal nog een administratieve "opschoonwet" aannemen. Middels deze wet kan de rest van de Grondwet opgeschoond worden met betrekking tot de echte wijziging: verwijzingen in de Grondwet kunnen gewijzigd worden, artikelen hernummerd en verplaatst, enzovoorts. Een dergelijke wijziging mag uiteraard niet stiekem een aparte wijziging in de Grondwet doorvoeren – het mag alleen gaan om administrativa. Een dergelijke opschoonwet moet overigens met een versterkte meerderheid in de Tweede Kamer en de Eerste Kamer aangenomen worden.
Voor voorbeelden van verwerping in tweede lezing (in deze gevallen door de Eerste Kamer), zie Nacht van Wiegel en Nacht van Van Thijn. Een derde geval betrof tijdelijke vervanging wegens zwangerschap en bevalling van een lid van de Eerste of Tweede Kamer, verworpen in 1996, maar in 2005 werd een soortgelijke wijziging alsnog aangenomen.
Indien de voorgestelde grondwetswijziging betrekking heeft op aangelegenheden van het Koninkrijk, bepaalt artikel 5, derde lid, van het Statuut dat beide wetten in de vorm van een rijkswet dienen te worden gegoten, zodat ook de gevolmachtigde ministers en de eventueel aangewezen bijzondere gedelegeerden hun invloed op het wijzigingsproces kunnen aanwenden. Indien de Grondwet afwijkt van het Statuut, kan deze bij gewone wet (dus in één lezing met gewone meerderheden in beide kamers) met het Statuut in overeenstemming worden gebracht (artikel 142 Grondwet).

### Volksinbreng
De procedure met de dubbele stemming is zo ingericht om het volk de gelegenheid te geven zich uit te spreken over een voorgestelde grondwetswijziging. Om de grondwet te wijzigen, moet namelijk een nieuwe Tweede Kamer gekozen worden en het idee is dat de bevolking desnoods een parlement kan kiezen dat tegen de wijziging zal stemmen. Daarmee is de grondwetswijziging de enige wijziging in wetgeving of procedure waarbij gegarandeerd het volk wordt geraadpleegd. Een kleine grondwetswijziging speelt echter in de praktijk ook maar een kleine rol in de verkiezingscampagne.
In vroegere versies van de herzieningsprocedure werd, na het aannemen van een voorstelwet, ook de Eerste Kamer ontbonden. In 1995 is dat echter vervallen, vanuit het besef dat het een nutteloze toevoeging aan de procedure was. Het volk spreekt zich uit door middel van de Tweede Kamerverkiezing, maar de Eerste Kamer wordt gekozen door de Provinciale Staten. Tenzij er nieuwe verkiezingen zijn voor de Provinciale Staten, zal de nieuwe Eerste Kamer meestal vrijwel hetzelfde zijn als de Eerste Kamer die speciaal ontbonden werd. Noch het speciaal hiervoor houden van nieuwe verkiezingen voor de Provinciale Staten, noch het wachten met de behandeling tot na de reguliere nieuwe verkiezingen wordt een wenselijk alternatief geacht.

## Toetsing aan de Grondwet door de rechter
De Grondwet beschrijft de principes en waarden waarop een staat gevestigd is. Om deze reden zijn er staten die ervoor kiezen om toetsing van wetten en andere handelingen van de overheid aan de grondwet mogelijk te maken. In deze gevallen is een rechter, soms enkel specifieke rechters, bevoegd om wetten buiten toepassing te verklaren wanneer deze in strijd zijn met grondwettelijke normen. Nederland heeft zo'n systeem nooit gekend. Dit omdat men meent dat daarmee het risico bestaat dat de rechter op de stoel van de wetgever gaat zitten, met andere woorden, dat de democratische verkozen Tweede Kamer haar plaats als hoogste wetgevend orgaan verliest - waardoor er een disbalans zou ontstaan in de staatsrechtelijke indeling volgens de leer van de Trias politica. Nederland en Finland zijn de enige twee landen in de EU waar deze toetsing nog verboden is, alhoewel constitutionele toetsing in de overige landen erg verschillend is ingevuld en soms van erg beperkte aard. In de Nederlandse grondwet is dit toetsingsverbod vastgelegd in artikel 120 GW.
Wetten kunnen wel door de rechter aan eenieder verbindende bepalingen van verdragen en van besluiten van volkenrechtelijke organisaties worden getoetst. Doordat er enige overlap bestaat tussen de grondwet en internationale bepalingen, is er de facto op veel materiële regelgeving directe toetsing mogelijk, hetgeen regelmatig naar voren wordt gebracht als argument dat wijziging van art. 120 GW overbodig is. Tevens kunnen materiële wetten die geen formele wetten zijn – plaatselijke en provinciale verordeningen, maar ook algemene maatregelen van bestuur (AMvB's) – aan de grondwet worden getoetst. Dit laatste omdat verordeningen en AMvB's geen wetten in formele zin zijn, en het rechterlijk toetsingsverbod alleen het toetsen van wetten in formele zin aan de grondwet verbiedt.
Op 14 oktober 2004 werd het Wetsvoorstel-Halsema constitutionele toetsing in eerste lezing aangenomen door de Tweede Kamer. SP, GroenLinks, PvdA, Groep Wilders, D66, VVD, ChristenUnie, SGP en LPF stemden voor. Meer dan vier jaar later werd het 2 december 2008 aangenomen door de Eerste Kamer, met een meerderheid van één stem (37 stemmen voor en 36 stemmen tegen). Er leek in tweede lezing geen meerderheid te vinden en het wetsvoorstel werd uiteindelijk in 2018 ingetrokken.

## Andere constitutionele wetten

### Wet algemeene bepalingen
De Wet algemene bepalingen van 15 mei 1829 bevat bepalingen van constitutionele aard.

### Statuut
Naast de Grondwet is er nog het Statuut voor het Koninkrijk der Nederlanden van 1954. In het Statuut worden de verhoudingen tussen de landen binnen het Koninkrijk geregeld. In 1954 betrof dat Nederland, Suriname en de Nederlandse Antillen. De statuutslanden zijn sinds 10 oktober 2010: Nederland, Aruba, Curaçao en Sint Maarten.
Het Statuut is te beschouwen als een overkoepelende grondwet op het niveau van het Koninkrijk, terwijl de Nederlandse Grondwet voor het grootste deel alleen geldt voor het land Nederland en slechts in bepaalde gevallen (bijvoorbeeld de artikelen die het koningschap en de andere in het Statuut genoemde instellingen van het Koninkrijk regelen) ook op Aruba, Curaçao en Sint Maarten van toepassing is.